# Districte de Barisal
El districte de Barisal (bengali বরিশাল) és una divisió administrativa de Bangladesh, dins la divisió de Barisal. Antigament fou el districte de Bakerganj però aquest es va dividir en diversos districtes, formant la divisió el territori original. La superfície és de 2790 km² i la població de 2.330.960 habitants.

## Història
La regió de Barisal (anomenada Chandradip) era semi independent sota l'Imperi Mogol però progressivament fou dominada pels nawabs de Bengala. El 1760 va passar als britànics i va formar el districte de Bakerganj. El 1801 es va formar la subdivisió de Barisal dins el districte de Bakerganj, dividida en 6 thanes: Barisal, Jhalakati, Nalchiti, Bakarhanj, Mehndiganj, i Gaurnadi. La subdivisió el 1901 tenia 945.367, habitants (879.177 el 1891) amb les ciutats de Barisal, Jhalakati i Nalchiti i 2.048 pobles. La capital del districte de Bakerganj va passar a Barisal ja el 1801 i el districte va agafar aquest nom al segle xx. El 1947 va optar per Pakistan; el 1971 el Pakistan Oriental es va separar del Pakistan Occidental, per formar Bangladesh.

## Subdivisions
El districte de Barisal està dividit en upaziles (abans thanes): 
1. Agailjhara
2. Babuganj
3. Bakerganj
4. Banaripara
5. Gaurnadi
6. Hizla
7. Barisal Sadar
8. Mehendiganj
9. Muladi
10. Wazirpur

## Llocs destacats
- Durga Sagar a 30 km, reserva d'ocells.
- Ruines del palau del Jamidar (senyor local).
- Parc Bell (a Barisal ciutat).
- Platja de Kuakata.
- Khairabad, riu.